# Hermandad de la Oración en el Huerto (Andújar)
La Hermandad de la Oración en el Huerto es una hermandad y cofradía de culto católico de la ciudad española de Andújar (Jaén). Su nombre completo es Archicofradía de Nuestro Padre Jesús en su Agonía del Huerto y Nuestra Señora de los Dolores. Tiene su residencia canónica en la iglesia parroquial de la Divina Pastora. Fue fundada en 1948.

## Historia
En siglos pasados parece que ya existió representación escultórica de este misterio de la Pasión de Jesús, concretamente en la iglesia conventual de Jesús María, de las Madres Mínimas de San Francisco de Paula. No obstante, el antecedente más directo de esta corporación religiosa es la constitución en la iglesia de la Divina Pastora de la Cofradía de la Santa Agonía de Nuestro Señor Jesucristo el 8 de febrero de 1908, a instancias del padre superior de la Congregación de San Vicente de Paúl. Se trataba de una hermandad de carácter asistencial y culto interno.
Tras la Guerra Civil, en el mes de marzo de 1948 se fundaría la actual Hermandad, por jóvenes de Acción Católica, que es intitulada como archicofradía seguramente porque se sienten continuadores de la antigua corporación, agregada a la Archicofradía de la Agonía de Nuestro Señor de la Congregación de la Misión de París.

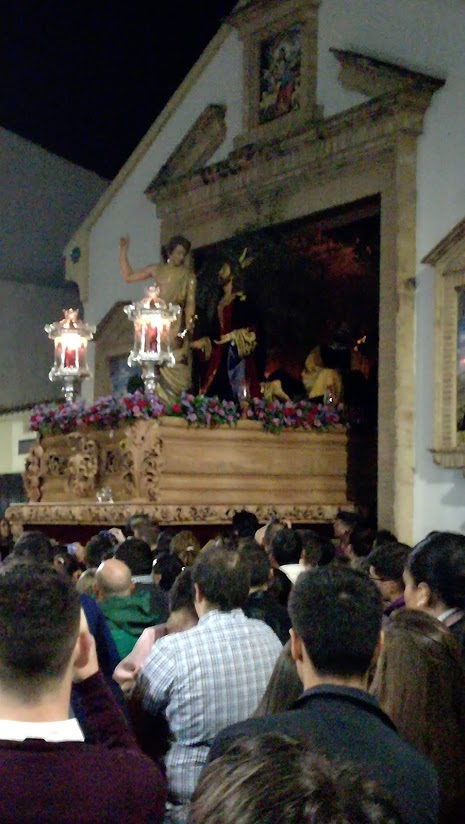
Paso de Nuestro Padre Jesús en su Agonía del Huerto

La primera estación de penitencia, solo con el paso de misterio, se realizaría en la Semana Santa de 1949. En 1951 se añadiría al cortejo el paso de Nuestra Señora de los Dolores. Las tallas de ambos pasos fueron realizados en los cercanos talleres de las Escuelas Profesionales de la Sagrada Familia. Hay constancia de que existió a principios del siglo XIX una imagen de la Virgen de los Dolores, donada por una devota, en la misma iglesia.
Al igual que otras hermandades de la localidad, sufrió la crisis que afectó al mundo cofrade andujareño y dejó de tener presencia en la Semana Santa durante bastantes años. En la década de los ochenta, se reconstituye y vuelve a procesionar. Desde su fundación lo venía haciendo el Martes Santo, pero actualmente su estación de penitencia ha pasado al Miércoles Santo.

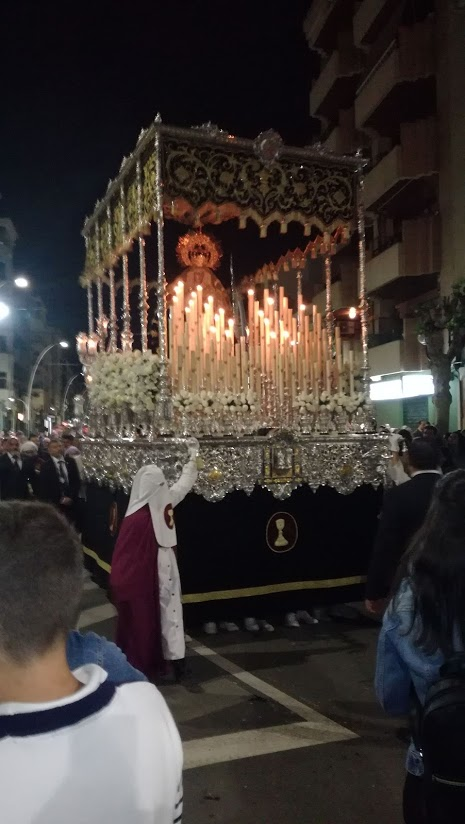
Paso de Nuestra Señora de los Dolores

Debido a que las dimensiones de la puerta de la iglesia eran muy reducidas y suponía un gran esfuerzo para los costaleros, en 2007 se decidió que la salida procesional se realizara desde el salón parroquial, gracias a una puerta de grandes dimensiones que se abrió al exterior. En el año 2013 se adquirió el Apostolado a la Hermandad de la Oración en el Huerto de Alcalá de Guadaira.
La Hermandad en los últimos tiempos ha renovado enseres, pasos procesionales y mantiene una actividad constante a lo largo del año, tanto cultual como de convivencia interna. Monta cruz de mayo y organiza procesión infantil. El tríduo a sus Titulares es en plena Cuaresma. Celebra misa de acción de gracias en Pascua y la onomástica a Nuestra Señora de los Dolores el 18 de septiembre. Poseé sede social, que fue inaugurada, con el nombre de El Jardín de Getsemaní, el 21 de diciembre de 2024. El mismo nombre le fue dado a la caseta que montó en la feria de septiembre.
El 18 de septiembre de 2021 se presentó la comisión encargada de organizar los 75 años de la fundación de la Hermandad y el logotipo de la efeméride, obra de José Miguel Blanco. Dentro de estos actos, el 4 de febrero de 2023 se presentó el cartel anunciador, debido a la pintora Carmen Bernal Humanes, y el 11 del mismo mes, Manuel Almansa González proclamó el pregón oficial del 75 aniversario (en ambos casos, el escenario fue el templo parroquial de la Divina Pastora). El Viacrucis organizado por la Agrupación de Cofradías fue presidido ese año por la imagen de Jesús en su Agonía en el Huerto. El 25 de marzo se celebró una solemne misa conmemorativa. El 16 de septiembre tuvo lugar un rosario vespertino por las calles de la feligresía presidido por la imagen de Nuestra Señora de los Dolores. Del 2 al 6 de octubre se ofició un quinario, que culminó el 7 con la salida extraordinaria del paso de misterio de la hermandad que recorrió varias calles de Andújar, poniendo un broche de oro a la efeméride..
En abril de 2024 el Obispado de Jaén anunció que el paso de misterio participará en el Rosario Magno diocesano que, con motivo del Jubileo del año 2025, tendrá lugar el 4 de octubre de dicho año en la capital jienense. Para ello, la Hermandad está confeccionando una túnica para el Señor y ya ha anunciado que el paso irá acompañado por la banda de la Centuria Macarena.

## Pasos
Paso de misterio. Las imágenes del Señor de la Agonía y del ángel confortador son obra del andujareño Luis Aldehuela Gómez (1948). Fueron restauradas entre 2002 y 2006 por el escultor Salvador Madroñal Valle. Los apóstoles San Juan, Santiago y San Pedro son de José María Cerero Sola (1990).  Procesiona sobre paso de Juan Carlos García López. Es portado por 40 costaleros.
Paso de palio. La imagen de Nuestra Señora de los Dolores proviene de los talleres de “El Arte Español” de Madrid (1951). Procesiona sobre paso de Manuel de los Ríos. Es portado por 30 costaleros.
El paso de misterio es acompañado por agrupación musical, mientras que el paso de palio lo hace con banda de música.

## Sede canónica
Iglesia parroquial de la Divina Pastora, antiguo Seminario Menor de la Congregación de la Misión de San Vicente de Paúl, y en su origen: iglesia conventual de los capuchinos que aprovecharon la existencia de la antigua ermita de San Roque.

## Traje de estatutos
Los nazarenos visten túnica de sarga blanca con botonadura granate, muceta blanca, cíngulo granate con borlas al lado derecho y capa de igual color. En la muceta, el escudo de la Archicofradía.

## Marchas dedicadas a la Hermandad
- “Oración y Dolor”, Antonio Jesús Pareja Castilla (julio de 2011).